# Секунд-ротмистр
Секунд-ротмистр — воинское звание в кавалерийских частях гвардии Российской империи в 1730—1797 годах. Соответствовало капитан-поручику гвардии. Чин VIII класса в Табели о рангах с обращением «Ваше высокоблагородие».
Звание появилось 31 декабря 1730 (11 января 1731) года в полку Конной гвардии в связи с развитием кавалерии. Переводится как второй ротмистр — младшая степень звания ротмистр.
Доктор исторических наук Леонид Ефимович Шепелев (1928—2016) в своей книге «Чиновный мир России» существование званий капитан-поручика и секунд-ротмистра объясняет тем, что все штаб-офицеры гвардии номинально числились шефами в назначенных им гвардейских ротах и эскадронах, а командование ими поручалось капитан-поручикам и секунд-ротмистрам. Прочими ротами командовали капитаны (VII класс по табели о рангах).
В пехоте звание секунд-ротмистра соответствовало званию капитан-поручик.
В 1797 году заменено на чин штабс-ротмистр (высочайшим приказом от 7 января 1797), тогда же это звание было введено во всех армейских войсках, где прежде его не существовало (X класс класс Табели о рангах с обращением «Ваше благородие», а с 6 мая 1884 — IX класс).